# Chrebtovaja
Chrebtovaja (in russo Хребтовая?) è un insediamento di tipo urbano della Russia, situato nell'Oblast' di Irkutsk.